# فلوريد باريوم
 فلوريد باريوم  مركب كيميائي له الصيغة BaF2 ، ويكون على شكل بلورات بيضاء .

## الخواص
الفلورغاز والباريوم صلب
== الاستخدامات == يتم استعماله في التجارب التي تجرى تحت ضغط عالي لمقاومته الكبيرة ضد الضغط والتحطم